# Mesechites roseus
Mesechites roseus är en oleanderväxtart som först beskrevs av A. Dc., och fick sitt nu gällande namn av John Miers. Mesechites roseus ingår i släktet Mesechites och familjen oleanderväxter. Inga underarter finns listade i Catalogue of Life.